# U15カナダ研究大学連盟
U15カナダ研究大学連盟（U15カナダけんきゅうだいがくれんめい、英語：U15 Group of Canadian Research Universities、仏語：U15 Regroupement des universités de recherche du Canada、略称：U15）は、カナダの研究大学15校のグループである。本部はオンタリオ州オタワで、1991年に（当時はG10として）10校で設立された。研究開発を支援する企業や国や州政府との連携を主目的としている。
加盟大学合計でカナダ全体の80%の大学研究開発をカバーしており、年間50億カナダドル以上の研究を実施している。全体で毎年360億カナダドル以上の経済への貢献をしており、カナダで授与される博士号の70%以上を生み出している。

## 加盟校
U15には現在15校が加盟している。6校はオンタリオ州、3校はケベック州、2校はアルバータ州、1校がそれぞれブリティッシュコロンビア州、マニトバ州、ノバスコシア州、サスカチュワン州に位置する。
全体としてU15加盟校でカナダの大学生の47%、全日制博士課程大学院生の71%を占めている。
| 学校名                       | 所在地             | 州                         | 学生数 | 創立 | 加盟年 | 協賛研究収入 (千カナダドル) |
| ---------------------------- | ------------------ | -------------------------- | ------ | ---- | ------ | --------------------------- |
| アルバータ大学               | エドモントン       | アルバータ州               | 38,820 | 1908 | 1991   | $513,313                    |
| ブリティッシュコロンビア大学 | バンクーバー       | ブリティッシュコロンビア州 | 60,560 | 1908 | 1991   | $577,190                    |
| カルガリー大学               | カルガリー         | アルバータ州               | 32,710 | 1966 | 2006   | $380,388                    |
| ダルハウジー大学             | ハリファクス       | ノバスコシア州             | 18,940 | 1818 | 2006   | $150,038                    |
| ラヴァル大学                 | ケベック・シティー | ケベック州                 | 43,560 | 1663 | 1991   | $356,675                    |
| マニトバ大学                 | ウィニペグ         | マニトバ州                 | 28,870 | 1877 | 2011   | $187,444                    |
| マギル大学                   | モントリオール     | ケベック州                 | 38,580 | 1821 | 1991   | $515,302                    |
| マクマスター大学             | ハミルトン         | オンタリオ州               | 32,600 | 1887 | 1991   | $379,959                    |
| モントリオール大学           | モントリオール     | ケベック州                 | 48,330 | 1878 | 1991   | $536,238                    |
| オタワ大学                   | オタワ             | オンタリオ州               | 42,200 | 1848 | 2006   | $325,969                    |
| クイーンズ大学               | キングストン       | オンタリオ州               | 28,140 | 1841 | 1991   | $207,034                    |
| サスカチュワン大学           | サスカトゥーン     | サスカチュワン州           | 21,420 | 1907 | 2011   | $186,261                    |
| トロント大学                 | トロント           | オンタリオ州               | 89,540 | 1827 | 1991   | $1,147,584                  |
| ウォータールー大学           | ウォータールー     | オンタリオ州               | 39,200 | 1956 | 1991   | $189,333                    |
| ウェスタンオンタリオ大学     | ロンドン           | オンタリオ州               | 32,500 | 1878 | 1991   | $249,669                    |